# Cəfərli (Imishli)
Cəfərli è un comune dell'Azerbaigian situato nel distretto di İmişli. Conta una popolazione di 3 509 abitanti.